# 冠叫鸭
冠叫鸭（学名：Chauna torquata），是雁形目叫鸭科的一种鸟类。

## 特征
冠叫鸭体重约4400克，翼长约517毫米，嘴峰长约47.3毫米，喙宽度约13.6毫米，喙厚度约15.3毫米，跗蹠长约123.5毫米，尾长约204.4毫米。冠叫鸭在其分布区内为留鸟，其栖息在开放的湖泊、沼泽等湿地环境中。食性为草食性，主要食物来源是水生植物。

## 分布
秘鲁东南部至阿根廷北部和巴西南部的潮湿低地。